# Cándida Montilla Espinal
Cándida Montilla Espinal de Medina (Santo Domingo, Distrito Nacional; 3 de octubre de 1962) es una psicología clínica dominicana. Fue primera dama de la República Dominicana durante los gobiernos de su esposo Danilo Medina desde el 2012 hasta el 2020.

## Biografía
Cándida Montilla nació en Santo Domingo. Realizó estudios de psicología clínica especializada en terapia familiar y sexual en la Universidad Católica de Santo Domingo. Desde el año 2004 trabajó como Directora del Departamento de Psicología y del Programa de Desarrollo Humano e Integración Familiar del Banco Central de la República Dominicana cargo que ocupó hasta el 16 de agosto de 2012 cuando se convirtió en primera dama y pasó a dirigir el Despacho de la primera dama.

### Matrimonio y descendencia
En el año 1987, contrajo matrimonio con Danilo Medina con quien tuvo tres hijas: Candy Sibeli, Vanessa Daniela y Ana Paula.